# Johan Dahlberg
Johan Petter Dahlberg (i riksdagen kallad Dahlberg i Bollstabruk), född 13 augusti 1843 i Maria Magdalena församling i Stockholm, död 27 mars 1915 i Härnösand i Västernorrlands län, var en svensk bruksägare och riksdagsman.
I riksdagen var han ledamot av andra kammaren 1889–1894 samt vid de första och andra urtima riksdagarna 1905. Han var däremellan ledamot av första kammaren 1894–1903, invald i Västernorrlands läns valkrets.
Han var bror med träpatronen Nils Wilhelm (1847–1915). Bröderna kom ursprungligen från Stockholm och arbetade tillsammans som bokhållare vid Graninge bruk. Brodern Nils Wilhelm övertog senare Wäija ångsåg. Dahlberg blev däremot ägare till Bollsta bruk i Västernorrlands län. Härnösand-Sollefteå jernvägs AB grundades av bröderna.
Han var gift med Katarina Ulrika Gavelius, född 1847, men var änkling sedan 1908 när han själv avled 1915.